# Cochabamba
Cochabamba Bolívia egyik nagyvárosa az ország középső részén.

## Földrajz
Cochabamba 230 km-re fekszik délkeletre La Paztól. A település a Cochabamba-völgyben fekszik, 2560 méter magasságban.

## Történelem
A völgy – amelyben Cochabamba fekszik – első spanyol lakója Garci Ruiz de Orellana volt 1542-ben. A területet végül megvásárolta 130 pesoért, az üzletet Potosí-ban jegyezték le 1552-ben. A háza, amelynek Mayorazgo a neve, még mindig áll a város Cala Cala kerületében. A város elődjét, Villa de Oropesa-t Francisco de Toledo alapította 1571. augusztus 2-án. A település látta el élelemmel a környező bányavárosokat. Az ezüstbányászat Potosí-ban Cochabamba gazdaságát is felvirágoztatta az első századok folyamán. A várost végül 1786-ban, III. Károly spanyol király rendeletére Cochabamba névre keresztelték. Ez volt a kitüntetés azért, hogy a város 1781-ben fegyveres segítséget nyújtott Orurónak a bennszülöttek lázadásának leverésében. Az 1793-as népszámlálási adatok szerint a város népessége 22 305 fő volt, melyből 12 980 mesztic, 6368 spanyol, 1182 indián, 1600 mulatt és 175 fő afrikai rabszolga volt.
A 19. század folyamán Cochabamba Bolívia egyik fő mezőgazdasági központja lett, amely következtében tovább fejlődött a város. 2000-ben Cochabambában nagyméretű tiltakozások voltak a vízszolgáltató vállalat privatizációja miatt.

## Oktatás
A városban több nagy egyetem működik, köztük az Universidad Mayor de San Simón, valamint az Universidad Catolica Boliviana San Pablo. Ezenkívül még több kisebb egyetem, valamint több magánegyetem is található Cochabambában.

## Közlekedés
A város a kelet-nyugati irányú 4-es út mentén fekszik. Nemzetközi reptere a Jorge Wilstermann nemzetközi repülőtér (Aeropuerto Jorge Wilstermann, IATA-kód: CBB), melyről több nemzetközi járat is indul. A reptér délnyugatra fekszik a várostól. A helyi reptér a Lloyd Aéreo Boliviano.

## Kultúra
A város jelképe az 1994-ben befejezett Cristo de la Concordia, egy Jézust ábrázoló 40,44 méter magas műalkotás a Cerro San Pedro dombon.
A városban augusztusban rendezik meg a Fiesta de la Virgen de Urkupiña-t, amely négynapos ünnep. Felvonulás, istenimádás és különböző programok várják a látogatókat.
Februárban vagy márciusban karnevált rendeznek.
A várostól keletre 60 km-re kezdődik a Parque Nacional Narrasco nemzeti park, északra 100 km-re pedig a Parque Nacional Isiboro Secure nemzeti park.

## Híres személyek
- Nataniel Aguirre, politikus és költő
- Edmundo Paz Soldán, író
- Jorge Quiroga Ramírez, politikus
- Eduardo Rodríguez, államfő